# Красные палаты XVII века
Кра́сные пала́ты XVII ве́ка (также Кра́сные пала́ты на Пречи́стенке, Кра́сные пала́ты на Осто́женке) — историческое здание в московских Хамовниках, бывший главный дом городской усадьбы боярина Бориса Гавриловича Юшкова. Построено в 1680-х годах, неоднократно реставрировались и перестраивались, до настоящего времени дошло в сильно искажённом виде. В советское время здание было жилым, после распада СССР некоторое время в нём находился ресторан, затем картинная галерея. С 2007 года палаты пустуют. С 2012-го планируется проект создания многофункционального общественного комплекса, в котором здание должно играть ключевую роль.

## История

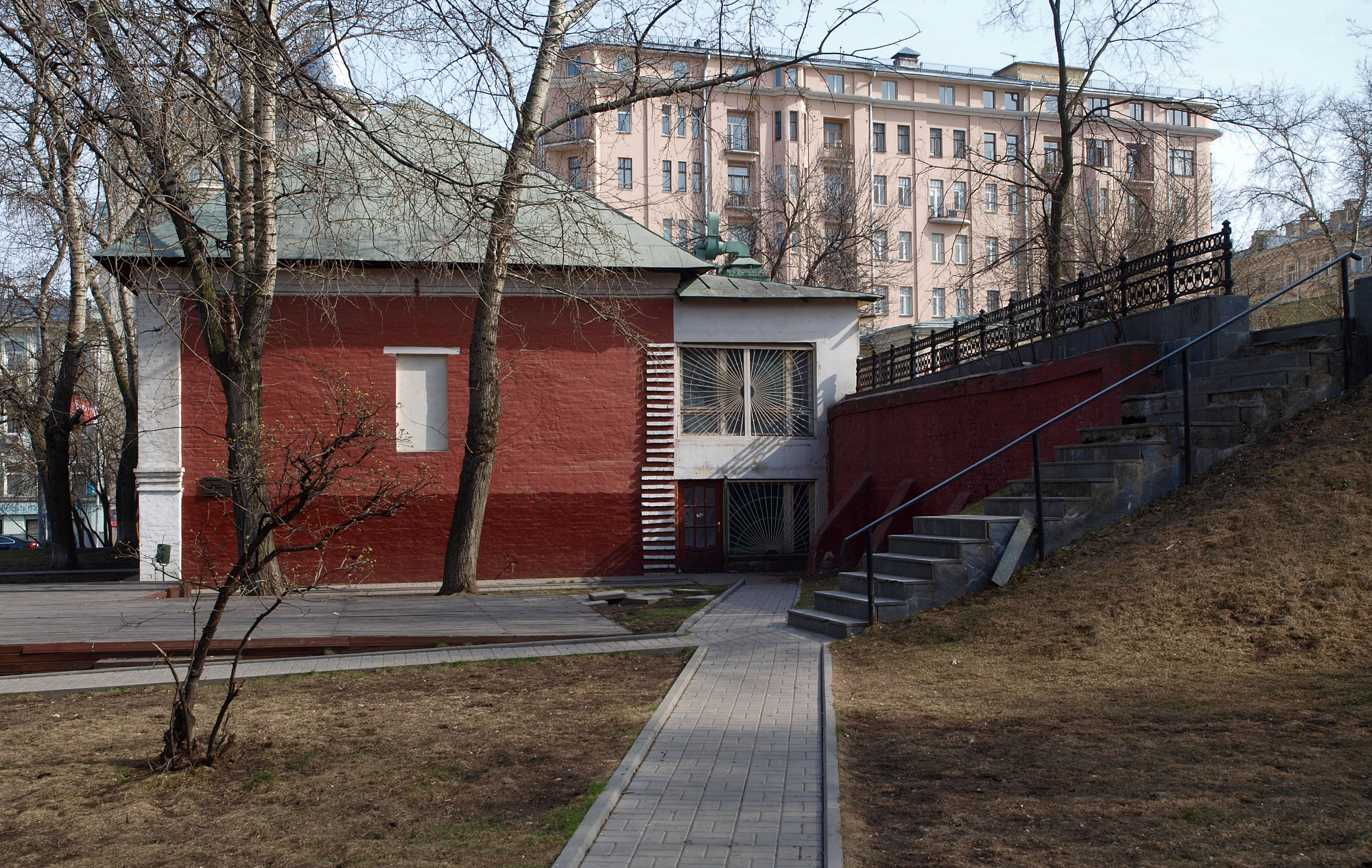
Палаты со стороны Пречистенки, 2009 год

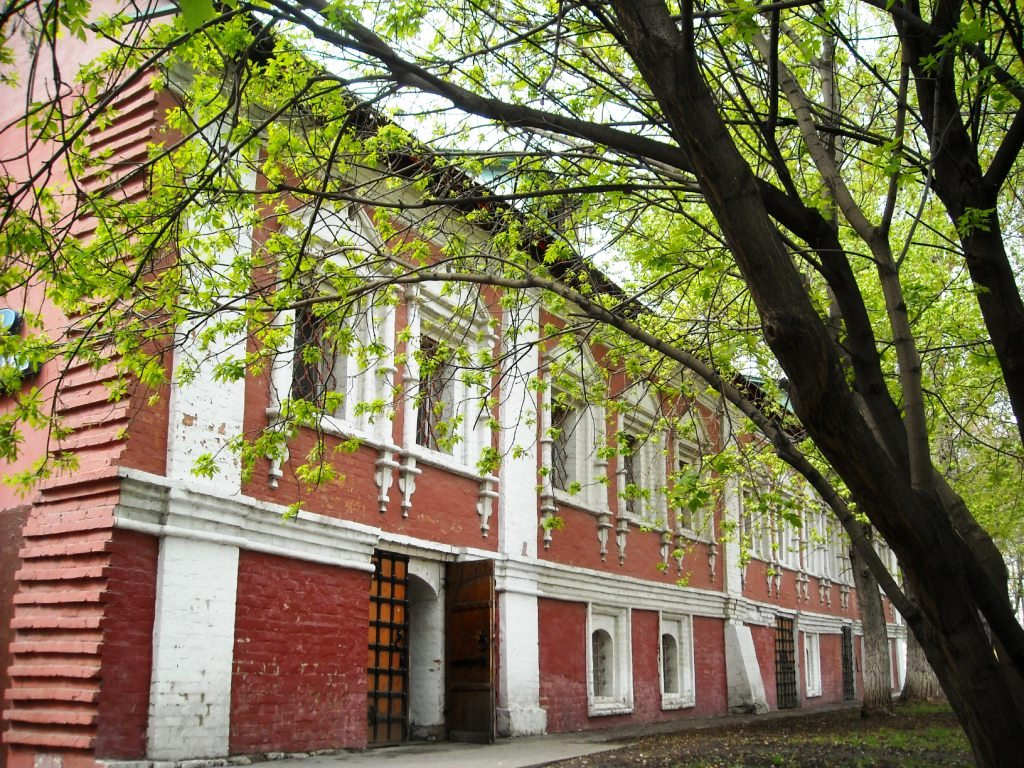
Торец со стороны Остоженки, 2010 год

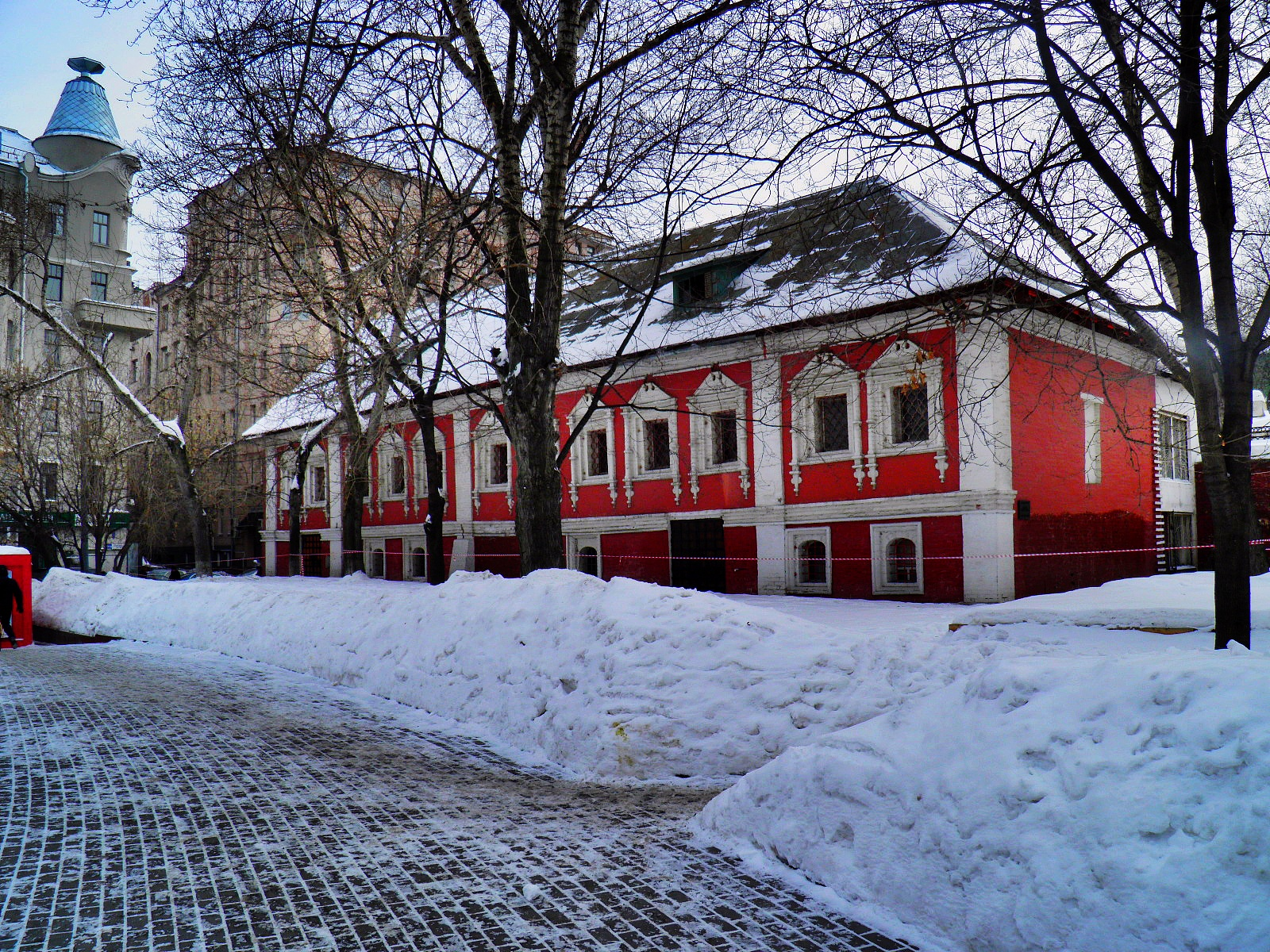
Палаты в 2011 году

### Ранние сведения
Красные палаты являлись главным домом городской усадьбы боярина Бориса Гавриловича Юшкова, построенной между улицами Остоженка и Пречистенка в 1680-х годах. Фасад был обращён на Чертольские ворота Белого города. В единый ансамбль с Красными также входили Белые палаты, благодаря расположению на возвышенности и выразительному декору оба здания были архитектурной доминантой местности. Внутренняя планировка Красных палат была выдержана в соответствии с традициями древнерусского зодчества: подклет отводился под хозяйственные помещения, а второй и третий этажи — для жилых комнат и парадных залов, к ним вело отдельное нарядное крыльцо с северной стороны. Внешнее оформление обнаруживает элементы нарышкинского барокко: белые рельефные наличники арочных окон контрастируют с красным кирпичом стен.
В конце XVII века палаты перешли во владение стольника Н. Е. Головина. В 1713-м хозяином усадьбы стал полководец, генерал-фельдмаршал Михаил Голицын, соратник царя Петра I и президент Военной коллегии в 1728—1730 годах. В 1820-х перед палатами было построено двухэтажное каменное здание — «дом с лавками», полностью закрывший обзор со стороны улицы.
После Отечественной войны 1812 года владельцы палат часто сменялись, в основном ими были купцы. С 1860-х годов Красные палаты принадлежали роду Лопухиных. В самом начале XIX века в здании проживал будущий генерал-лейтенант и член декабристских организаций «Союза спасения», «Союза благоденствия» и «Северного общества» Павел Лопухин. В 1899-м усадьбу приобрёл Дмитрий Иванович Филиппов, сын основателя известных на всю Москву пекарен и булочных.

### В советское время
Вскоре после революции 1917 года здание национализировали, до начала 1970-х в нём располагались жилые квартиры. За полвека вид здания коренным образом изменился: была полностью утрачена внутренняя историческая отделка, окна и дверные проёмы закладывали и пробивали новые, переносили стены.
В 1972 году, во время подготовки к первому визиту американского президента Ричарда Никсона в СССР, велась масштабная расчистка районов около Кремля, тогда же прозвучали идеи о сносе Красных и Белых палат «как малоценных строений». Борьбу против разрушения этих зданий историки архитектуры называют прецедентом, открывшим общественное движение за сохранение исторической застройки в России XX века. Весной 1972-го бригаде сотрудников мастерской № 13 института «Моспроект-2» под руководством Елены Владимировны Трубецкой и Дины Петровны Василевской поручили провести обмерочные работы в здании, чтобы подготовить его к сносу. Обнаружив под слоями штукатурки уникальную узорную кладку конца XVII века, Трубецкая и Василевская решили попытаться доказать правительству историческую ценность здания. Архитекторы Пётр Барановский и Владислав Тыдман, художник Илья Глазунов и поэт Сергей Михалков, а также многие другие неравнодушные москвичи передавали в правительство просьбы не разрушать Красные палаты. В результате решение о сносе было отменено, здание поставили под государственную охрану. Демонтировать разрешили только «дом с лавками» 1820-х годов, на его месте разбили сквер и установили памятник Фридриху Энгельсу.
В ходе обмеров был примерно установлен исторический вид здания, подтверждена версия о существовании третьего этажа. Об этом свидетельствовали обнаруженные ступени белокаменной винтовой лестницы, которая начиналась от второго этажа, а также пятислойная кирпичная кладка со следами нижней части фасадных лопаток, которая находилась над карнизом. Под слоями штукатурки были открыты следы заложенных дверных проёмов и срубов наружных стен.
Поскольку точных данных об облике третьего этажа не сохранилось, при реставрации третий его выдержали в виде «нейтральной» мансарды. На основе из одностолпной палаты первого этажа были выполнены бетонные своды, по их конструкции сложили высокую крышу. Предположительно, именно в этот период за палатами закрепилось прозвище «Красные», противопоставляющее их соседним Белым палатам XVII века, которые изначально принадлежали боярину Борису Прозоровскому.
В 1990—1994 годах прошёл ещё один этап реставрации здания, также силами сотрудников мастерской № 13 института «Моспроект-2», уже под управлением Л. А. Шитовой.

### После распада СССР
В 1990-х годах здание стали сдавать в аренду частным лицам: сначала в его стенах открылся ресторан «Гуси-лебеди» и пункт обмена валюты, позднее — картинная галерея и художественный салон. С 2007-го здание находилось в запустении.
Комплекс палат, расположенный на эффектном – самом высоком – участке Пречистенки-Остоженки, пережил коммунальное заселение времён Союза ССР, бескомпромиссный блатной ресторан «Гуси-Лебеди» и пункт обмена любой (!) валюты в период Новой России. После чего тихо и бездарно закрылся.
В 2012 году были озвучены первые идеи о создании общественного пространства на стрелке Остоженки и Пречистенки, в том числе и в Красных палатах. После обсуждения с Мосгорнаследием была сформирована концепция по разработке «площадки для рассказа о городской среде», в которой одну из центральных ролей отводили детской аудитории.
В 2016 году Архитектурный совет повторно рассмотрел планы развития владений 4-6 на Остоженке, где предполагается построить многофункциональный культурно-деловой комплекс. У проекта сменилась команда архитекторов. Рассматриваемый участок не затрагивает территорию Красных палат, но вплотную примыкает к нему и наделяет исторический памятник центральной ролью в каскаде будущих общественных пространств.

### Археологические раскопки
В 2017 году начался новый этап реставрации палат, во время которого к работам впервые пригласили специалистов для проведения археологических раскопок. В результате было обнаружено большое количество исторических артефактов — фрагменты печных изразцов и керамики, монеты. Тогда же была найдена пуговица с изображением Мальтийского креста — памятник короткому периодау влияния Масонского ордена в Российской империи конца XVIII — начала XIX века. Один из владельцев Красных палат — Павел Лопухин — при императоре Павле I в возрасте 8 лет был пожалован орденом святого Иоанна Иерусалимского, так что мог оказаться первым её владельцем.